# Stångjärnshammare

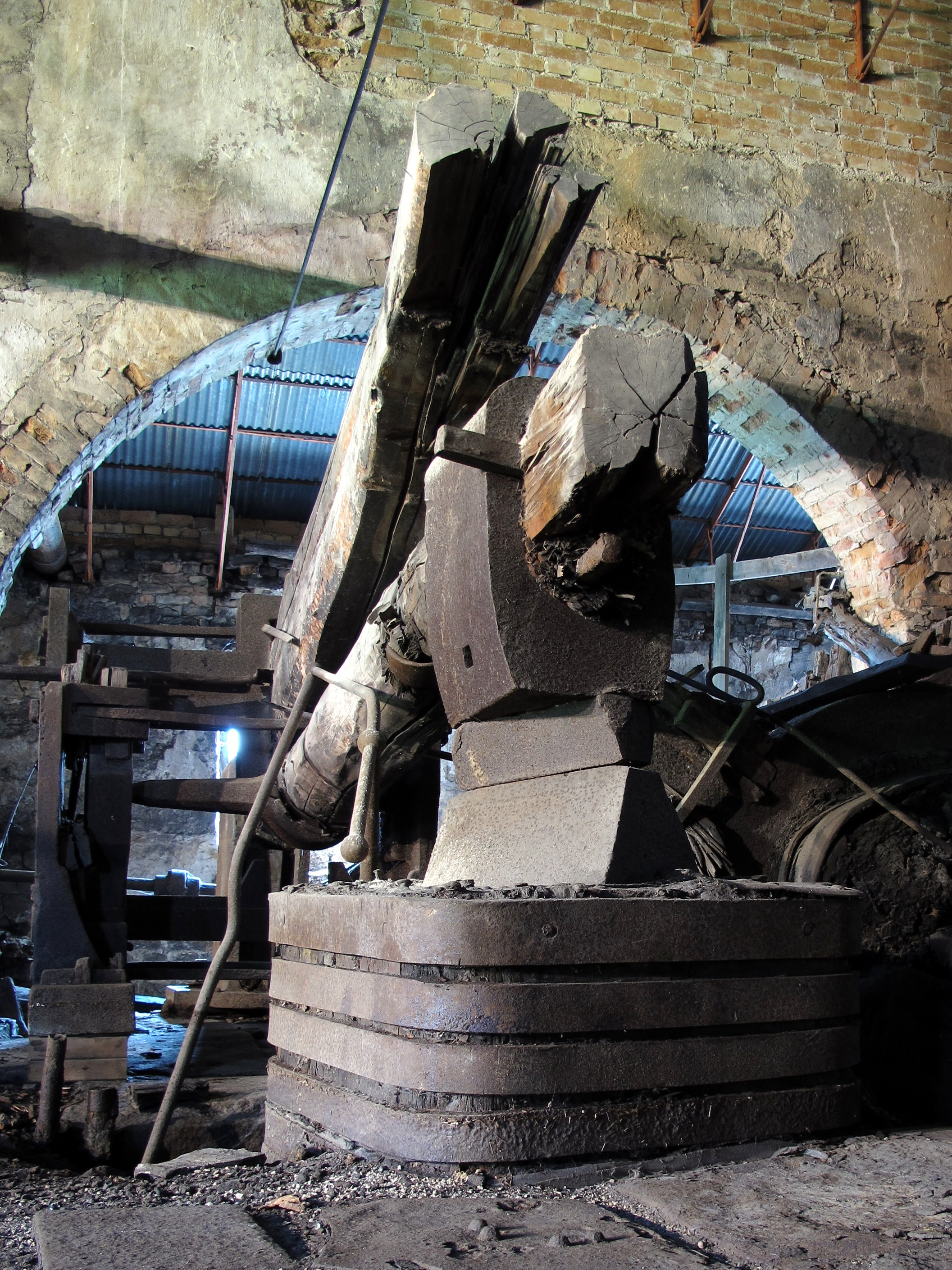
Stångjärnshammare vid Strömsbergs bruk.

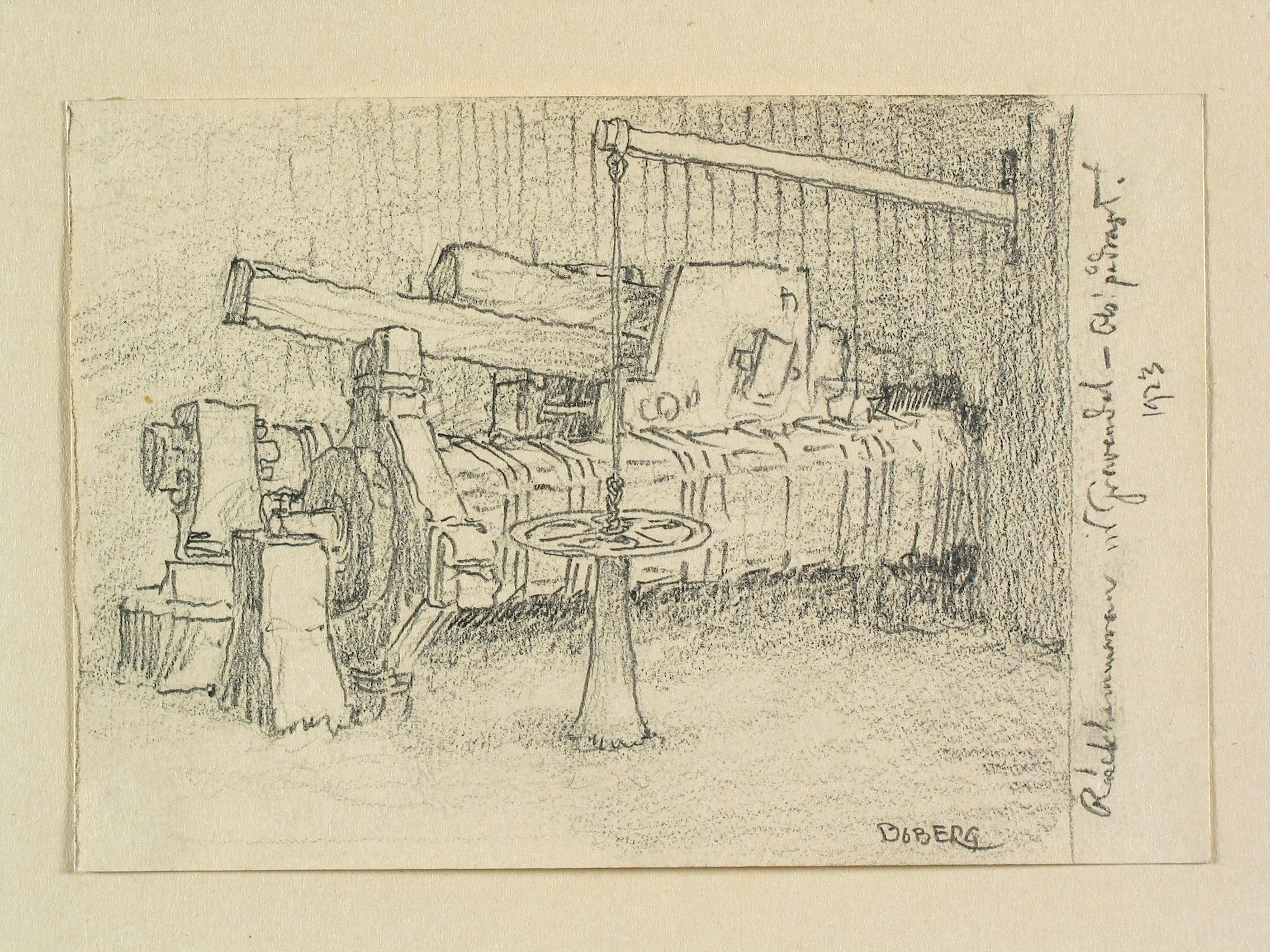
Räckhammare vid Gravendal, Säfsnäs socken, Dalarna. Teckning av Ferdinand Boberg 1923.

Stångjärnshammare.

En stångjärnshammare (eller hammarsmedja) är en äldre typ av smideshammare, ofta vattendriven, som användes för utsmidning av välljärn till stångjärn. De få fortfarande existerande och i drift varande hammarsmedjorna drivs övervägande elektriskt.

## Funktion
Ett vattenhjul eller en vattenturbin driver en axel med klackar, en sorts kamaxel. Axeln roterar sakta, och när en av klackarna kommer emot hammarens bärbalk, lyfts den upp. Hammarens bärbalk är fäst i en led. När klacken kommer tillräckligt högt, tappar den taget och hammaren faller ner av sin egen vikt i sitt ursprungsläge. Hammaren slår då ett kraftigt slag mot arbetsstycket på städet. Antal slag är beroende på antal klackar. Exempelvis kunde hammaren göra 60-80 slag/min vid ett större antal klackar. Hastigheten reglerades med vattenflödet till hjulet. Hammarhuvudets vikt kan vara omkring 300 till 400 kg. Med tången flyttade smeden det heta arbetsstycket till olika lägen mellan slagen för att få stångjärn av rätt form.

## Andra typer
- Räckhammare var en typ av stångjärnshammare för uträckning (utsmide) av stångjärn. Räckhammarens uppgift kom under senare delen av 1800-talet att ersättas av valsverket.
- Hammarsmedja är en äldre beteckning på stångjärnshammare som drevs med vattenkraft[3].

## Exempel på tidigare stångjärnshammare i Sverige
- Bosjö bruk
- Gravendal
- Hedhammar
- Horndals bruk
- Klenshyttan
- Nyhammars bruk
- Ramnäs
- Röfors bruk
- Skogaholms bruk
- Strömbacka bruk
- Strömsbergs bruk
- Svartå bruk
- Sävar bruk
- Trångforsområdet
- Virå, Katrineholms kommun